# Gedegen

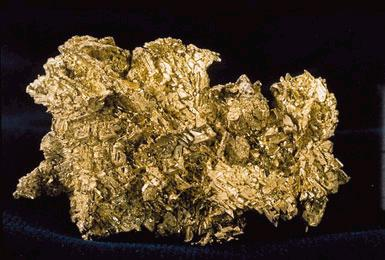
Gedegen goud.

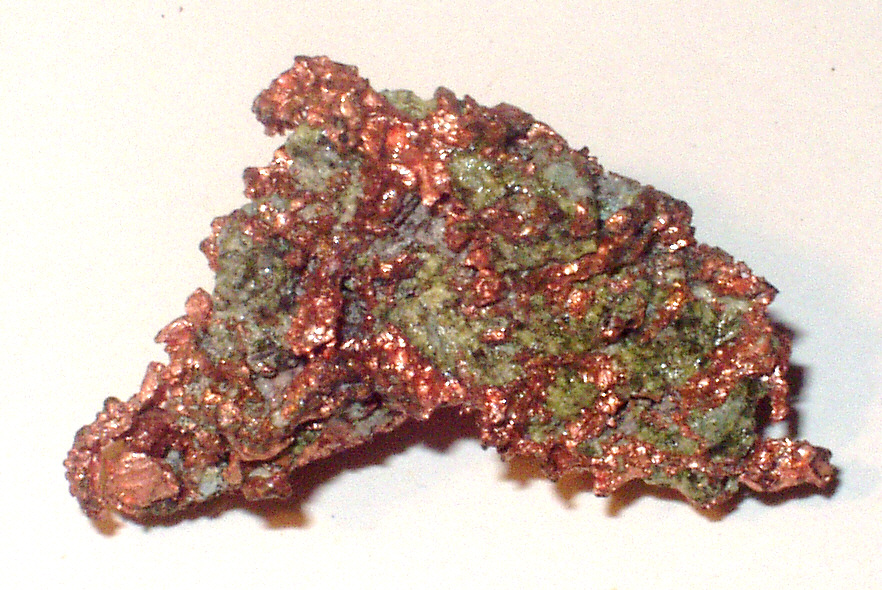
Gedegen koper.

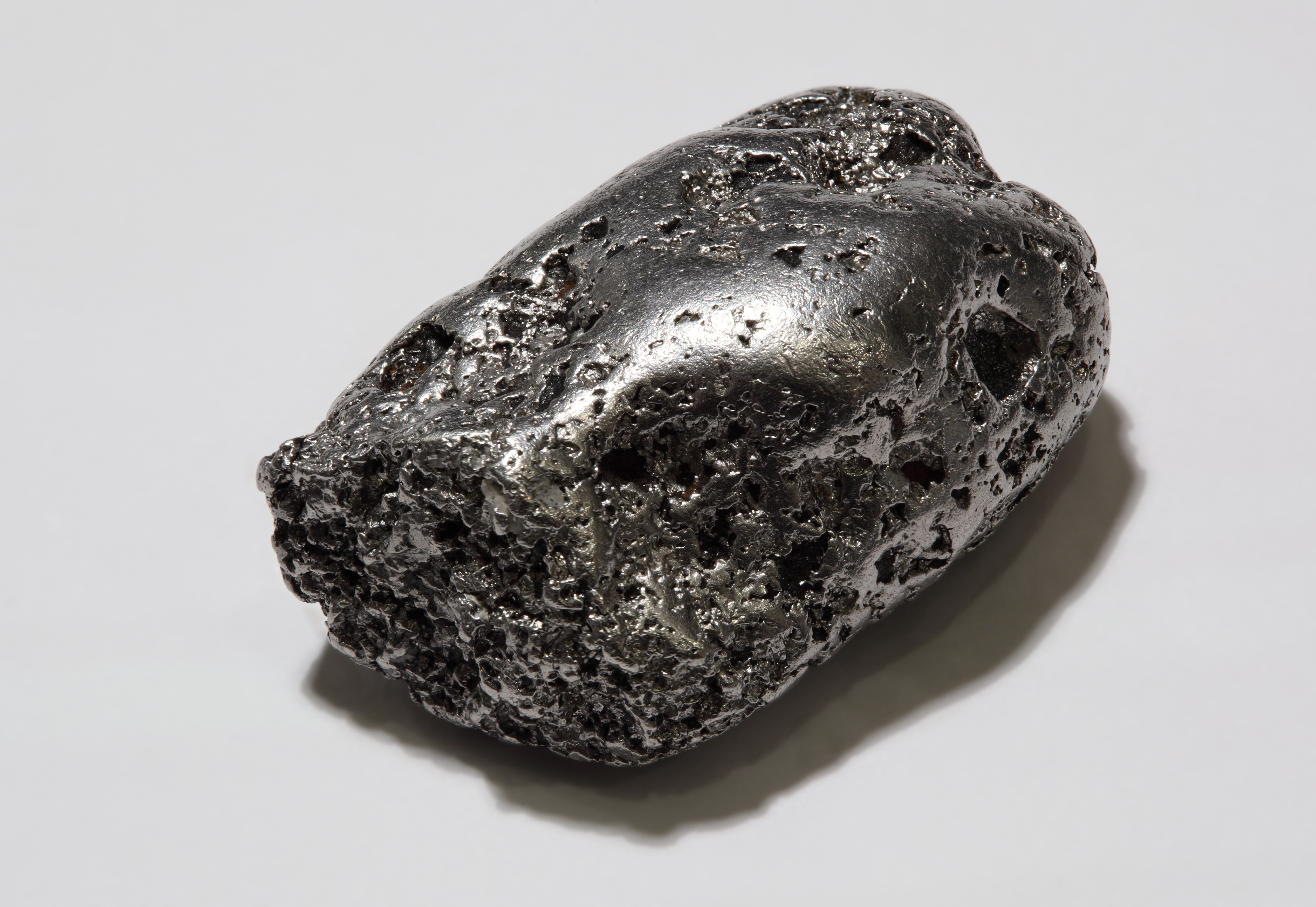
Gedegen platina

Gedegen is de zuivere metallische toestand waarin metalen in de aardkorst worden aangetroffen. Het betreft dus geen samengestelde stoffen, zoals bij ertsen meestal het geval is, maar enkelvoudige stoffen: metalen in hun elementaire vorm. Het bekendste voorbeeld is goud, maar een flink aantal andere metalen, circa 23 soorten, waaronder zilver, koper, ruthenium, rodium, palladium en ijzer uit meteorieten worden wel in gedegen vorm gevonden.